# Rare: The Collected B-Sides 1989-1993
Rare: The Collected B-Sides 1989–1993 è una raccolta di canzoni elettroniche ed ambient di Moby, pubblicato nel 1996.
Si compone si compone di due dischi: il primo è occupato da remix di singoli di Moby e b-side di tali brani, mentre il secondo è come una mono-traccia formata da tutti i remix del singolo Go collegati fra di loro.

## Tracce

### Disco uno: "rare"
1. Voodoo Child (Poor In NY Mix) – 5:04
2. Next Is the E (Club Mix) – 5:57
3. Drug Fits the Face (Drug Free Mix) – 4:07
4. Have You Seen My Baby (Baby Mix) – 5:01
5. UHF 2 – 5:01
6. Time's Up (Dust Mix) – 3:18
7. Drop a Beat (Deep Mix) – 6:05
8. Mobility (Aqua Mix) – 4:39
9. I Feel It (Synthe Mix) – 7:01
10. Thousand – 4:25

### Disco due: "go: the collected remixes"
1. Go (Woodtick Mix) – 4:27
2. Go (Analog Mix) – 3:26
3. Go (Subliminal Mix) – 4:11
4. Go (Night Time Mix) – 5:02
5. Go (Original Mix) – 2:11
6. Go (Low Spirit Mix) – 2:56
7. Go (Rainforest Mix) – 5:07
8. Go (Delirium Mix) – 6:03
9. Go (Voodoo Child Mix) – 4:44
10. Go (Barracuda Mix) – 4:41
11. Go (Arpathoski Mix) – 4:55
12. Go (In Dub Mix) – 7:03
13. Go (Soundtrack Mix) – 5:34
14. Go (Amphetamix) – 3:35